# Новое Рощино (Тверская область)
Новое Рощино — деревня в Краснохолмском районе Тверской области России. Входит в состав Глебенского сельского поселения.

## История
На «Карте Тверской губернии из атласа 1825 года» — Дуракова. В «Списке населённых мест Российской империи по сведениям 1859—1873 годов» (12 дворов) и «Списке населённых мест Тверской губернии 1915 года» (21 двор) — Дураково. На «Карте уездов Тверской губернии 1873—1915» — Дуракино.
В 1966 г. указом президиума ВС РСФСР деревня Дураково переименована в Новое Рощино.

## Население
| 2010 |
| ---- |
| 21   |